# Đa xơ cứng
Đa xơ cứng, xơ cứng rải rác (Multiple sclerosis, MS) là một bệnh khử myelin, trong đó lớp vỏ cách điện của các tế bào thần kinh trong não và tủy sống bị hư hỏng. Tổn thương này làm gián đoạn khả năng truyền tín hiệu của các bộ phận trong hệ thần kinh, dẫn đến một loạt các dấu hiệu và triệu chứng, bao gồm các vấn đề về thể chất, tinh thần và đôi khi là tâm thần. Các triệu chứng cụ thể có thể bao gồm nhìn đôi, mù một mắt, yếu cơ và khó cảm giác hoặc phối hợp.  MS có nhiều dạng, với các triệu chứng mới xuất hiện trong các cuộc tấn công riêng lẻ (dạng tái phát) hoặc hình thành theo thời gian (dạng tiến triển).  Giữa các cuộc tấn công, các triệu chứng có thể biến mất hoàn toàn; tuy nhiên, các vấn đề thần kinh vĩnh viễn thường vẫn còn, đặc biệt là khi bệnh tiến triển.
Trong khi nguyên nhân vẫn chưa rõ ràng, cơ chế cơ bản của bệnh được cho là do hệ thống miễn dịch bị phá hủy hoặc sự thất bại của các tế bào sản xuất myelin. Các nguyên nhân được đề xuất cho điều này bao gồm di truyền và các yếu tố môi trường được kích hoạt bởi nhiễm vi-rút. MS thường được chẩn đoán dựa trên các dấu hiệu và triệu chứng hiện tại và kết quả của các xét nghiệm y tế hỗ trợ.
Không có phương pháp chữa trị cho bệnh đa xơ cứng. Điều trị cố gắng cải thiện chức năng sau một cuộc tấn công và ngăn chặn các cuộc tấn công mới. Các loại thuốc được sử dụng để điều trị MS, mặc dù có hiệu quả thấp, nhưng có thể có tác dụng phụ và khả năng dung nạp kém.  Vật lý trị liệu có thể giúp cải thiện khả năng hoạt động của mọi người.  Nhiều người theo đuổi các phương pháp điều trị thay thế, mặc dù thiếu bằng chứng về lợi ích. Kết quả dài hạn rất khó dự đoán; kết quả tốt thường thấy ở phụ nữ, những người phát bệnh sớm trong cuộc đời, những người có đợt tái phát và những người ban đầu ít bị tấn công. Tuổi thọ trung bình thấp hơn từ năm đến mười năm so với dân số không bị ảnh hưởng.
Bệnh đa xơ cứng là chứng rối loạn qua trung gian miễn dịch phổ biến nhất ảnh hưởng đến hệ thần kinh trung ương. Năm 2015, khoảng 2,3 triệu người bị ảnh hưởng trên toàn cầu, với tỷ lệ rất khác nhau ở các khu vực khác nhau và giữa các nhóm dân số khác nhau. Trong năm đó, khoảng 18.900 người chết vì MS, tăng từ 12.000 người vào năm 1990. Bệnh thường bắt đầu ở độ tuổi từ hai mươi đến năm mươi và ở nữ giới nhiều gấp đôi so với nam giới. MS lần đầu tiên được mô tả vào năm 1868 bởi nhà thần kinh học người Pháp Jean-Martin Charcot.  Tên gọi đa xơ cứng đề cập đến nhiều vết sẹo thần kinh đệm (hoặc củng mạc - về cơ bản là các mảng hoặc tổn thương) phát triển trên chất trắng của não và tủy sống. Một số phương pháp điều trị và phương pháp chẩn đoán mới đang được phát triển.